# حمله هوایی ۲۰۱۷ موصل
حمله هوایی ۲۰۱۷ موصل یا کشتار موصل بمباران محله القوات الجدیده در غرب موصل به دست آمریکا در ۱۷ مارس ۲۰۱۷ بود که صدها غیرنظامی را کشت. این واقعه بزرگترین میزان تلفات یک حمله هوایی نیروهای آمریکایی از زمان تهاجم به عراق در سال ۲۰۰۳ را موجب شد.